# Meyers Leonard
Meyers Patrick Leonard (ur. 27 lutego 1992 w Robinson) – amerykański zawodowy koszykarz, występujący na pozycji środkowego.
W 2010 wystąpił w meczu gwiazd amerykańskich szkół średnich – Nike Hoop Summit.
Karierę koszykarską rozpoczął podczas studiów na uniwersytecie Illinois. Po ukończeniu dwóch lat studiów, zgłosił się do draftu NBA 2012, w którym to został wybrany z numerem 11 przez Portland Trail Blazers.
6 lipca 2019 trafił w wyniku wymiany do Miami Heat.
17 marca 2021 został wytransferowany do klubu Oklahoma City Thunder. 25 marca opuścił klub. 22 lutego 2023 zawarł 10-dniową umowę z Milwaukee Bucks.

## Osiągnięcia
Stan na 18 października 2023, na podstawie, o ile nie zaznaczono inaczej.
NCAA
- Uczestnik II rundy turnieju NCAA (2011)
- Zaliczony do składu All-Big Ten Honorable Mention (2012)

NBA
- Wicemistrz NBA (2020)
- Lider play-off w skuteczności rzutów za 3 punkty (2015)[7]

Reprezentacja
- Uczestnik mistrzostw świata U–19 (2011 – 5. miejsce)